# Lenhardt-hárfák
Lenhardt-hárfák Lenhardt János (1880-1931) magyar hangszerkészítő által az 1920-as években gyártott, rendszerint pedálmechanikával működő hárfák. 

## A hangszerészről
Lenhardt János a szegedi Braun-féle műhelyben vonós hangszerek készítését tanulta. Saját üzletét 1903-ban Pécsett rendezte be, ahol hangszerek javításával, bérbeadásával, húrok készítésével, zongoraeladással, hanglemezek és gramofonok forgalmazásával is foglalkozott. Már az 1907-es pécsi országos kiállításon díjat nyert mesterhegedűivel. 
A pedálhárfák készítése során üzletmenete kiterjedt a tömegtermeléshez szükséges gépek kifejlesztésére, a nemzetközi hírű hárfásokkal való kapcsolattartásra (Alfred Holý, Mosshammer Ottó), valamint a hangszert népszerűsítő kereskedelmi gyakorlatra (dalárda alapítása, hárfaiskola szervezése stb.). Bár jelentős gazdasági és egyéb segítséget kapott helyi és országos támogatóktól, vállalkozása veszteségessé vált és a húszas évek végére csőd közeli helyzetbe került. 1930-ban lebénult, majd 1931-ben gümőkórban elhunyt. 
Lenhardt máig az egyetlen magyar hangszerész, aki sorozatban duplamechanikás pedálos hárfát tudott készíteni.

## Hárfák

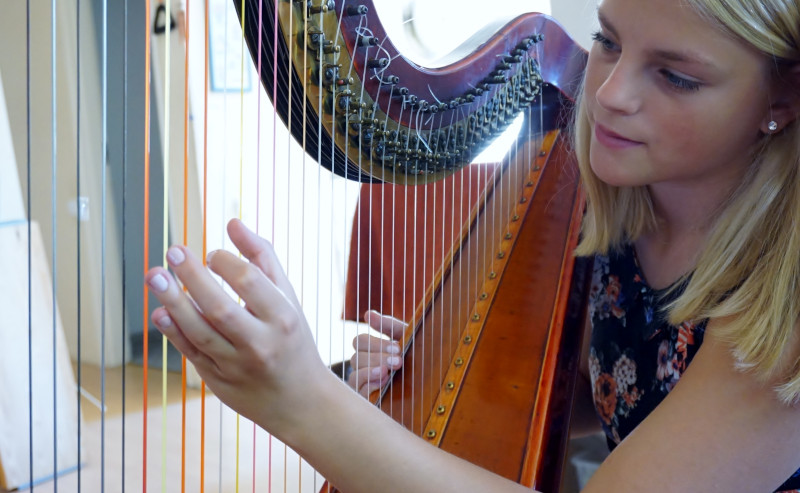

Lenhardt hangszereiről keveset tudni, koncerthárfáiból is csak néhány példány maradt fenn. Egyet az MTA Zenetörténeti Múzeumában, egyet a pécsi Kodály Központban őriznek. Utóbbi Devescovi Erzsébet hárfaművész adománya. Bár Lenhardt úgy tartotta, hogy számos technikai újítással forradalmasította a Sébastien Érard óta lényegében változatlan hangszert, szabadalmi vagy organológiai leírás híján ezekről nem sokat tudni. Lenhardt barátja, Waldbauer Henrik a Pécsi Napló 1929. december 15-i számában ezeket említi:
- A rezonáló szekrény fedelét (a rezonánslapot) egy helyett három rétegből készítette, ami által a hang „ércesebbé, melegebbé és erősebbé” vált.
- A rezonáló szekrényt három helyett öt rétegből és egy darabból állította össze, ami tartósabbá tette a konstrukciót.
- A hangolóvillákat, összekötőkapcsokat és más rézalkatrészeket keményre hengerelt anyagból gyártotta a törés és kopás megelőzése érdekében.
- A hangvillákat szélesre szabta, ami megakadályozta a húrok recsegő rezgését, a kellemetlen berezonálást.
- Saját maga készítette, erős húrokat használt, amelyeket simára csiszolt ágymenetbe helyezett, így a húrok ritkán szakadtak el.[2]

A mesterhangszerek 47 húrral és hét hangoló pedállal készültek. Duplapedál-mechanizmussal működtek, és háromféle típusban (egyszerű, faragott-gravírozott és aranyozott) gyártotta őket. A modellek vélhetően csak a díszítésben tértek el lényegesen egymástól. Mind a fa-, mind a fémmunkákat maga végezte segédeivel, Gernhardt Józseffel, Stojánovics Dániellel, Somogyváry Tivadarral és másokkal. A legjobb alapanyagokat használta fel, hagyatékában mahagóni, kőris-, jávor- és kevés citromfa-furnér maradt. (A rezonánslaphoz nyilván ő is lucfenyőt használt.) 
Legnagyobb versenytársának a ma is működő chicagói Lyon & Healy céget tartotta. Mesterhangszereinek bekerülési költsége kb. 1000 pengő volt. Aranyozott hárfáit 3000, a faragottakat 2400, az egyszerűeket 2000 pengő áron kínálta, ami kb. a fele volt a korabeli amerikai hárfák vagy a zongorák árának.
2018-ban a kereskedelmi forgalomban feltűnt egy tökéletes műszaki állapotban lévő, 40 húros, egyszeres pedálmechanikával működő Lenhardt-hárfa. A hangszer 156 cm magas és 22 kg súlyú. 1929-ben készült Pécsett, sorszáma Opus 27. Mérete és egyszeres mechanikája miatt elsősorban tanulóhangszernek készülhetett, bár az a tény, hogy korábbi tulajdonosa elektromos hangszedőt (pick-up) szerelt rá, azt mutatja, hogy professzionális zenélésre is alkalmas volt.
Hagyatéki iratok alapján vélelmezhető, hogy a pedálos mesterhangszerek mellett egyszerűbb kampós (népi) hárfákat is gyártott.

## Galéria
Az 1929. Op. 27 hárfaː

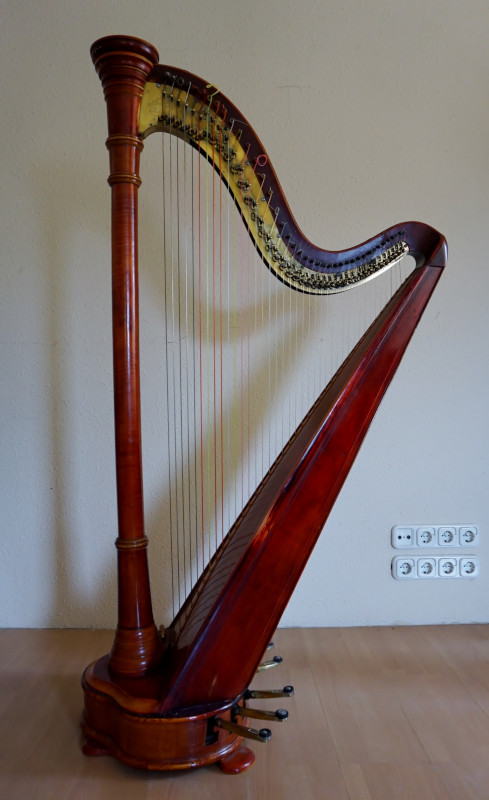
Oldalnézet
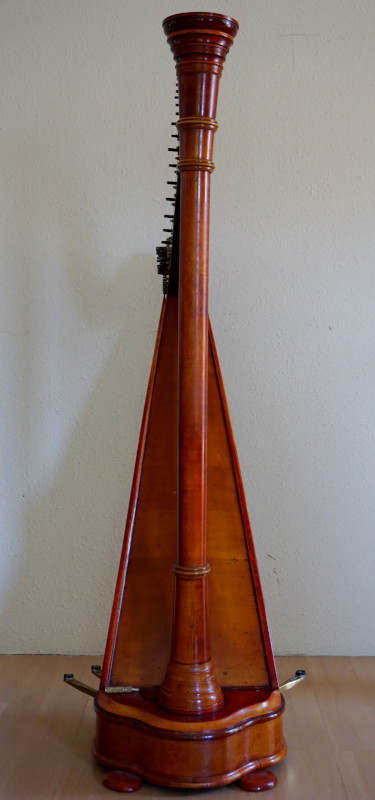
Előlnézet
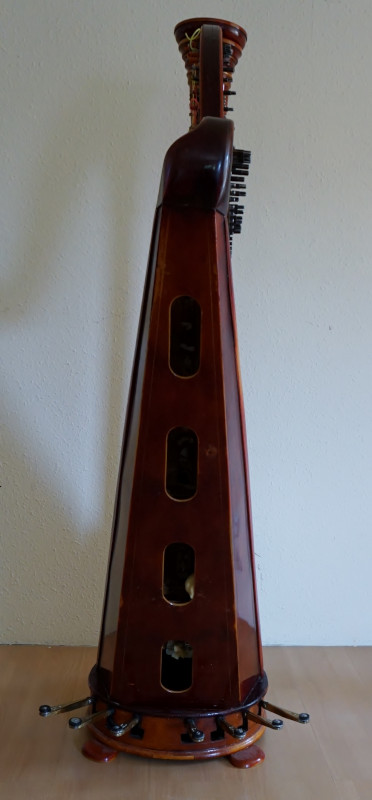
Hátulnézet
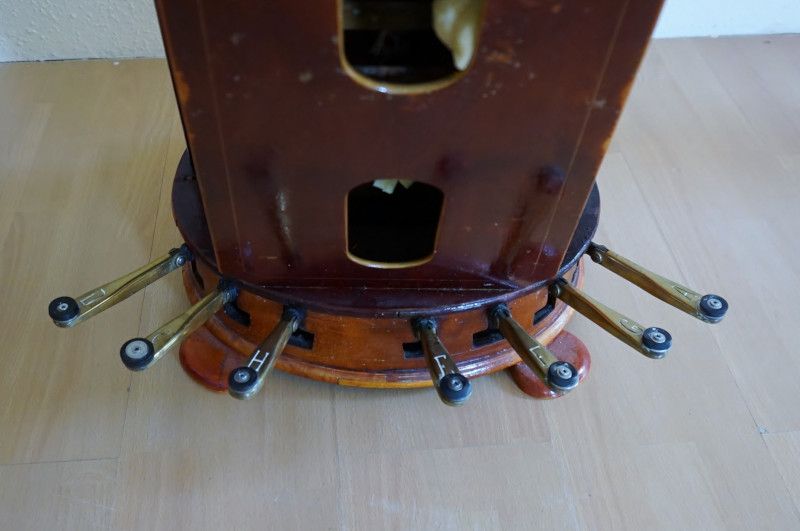
A sárgaréz pedálok, rajtuk a húrok betűjelével
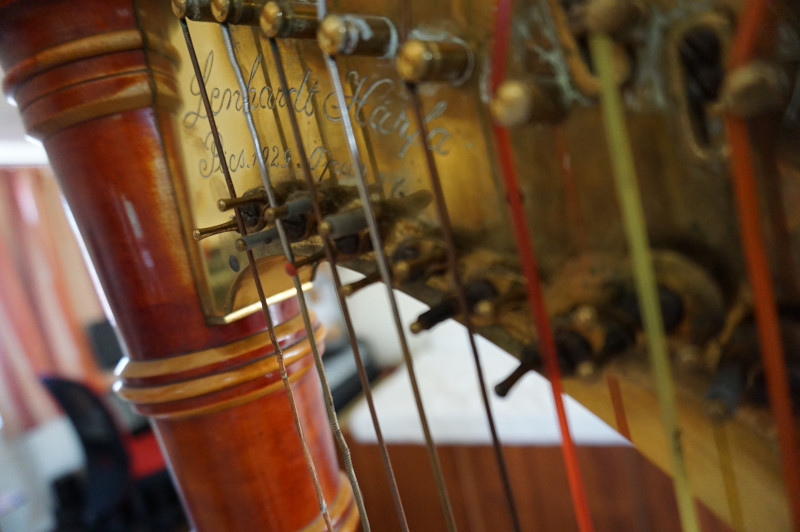
A hangolótárcsák és a márkajelzés

## Külső hivatkozások
- Pásztor Andrea: Az első magyarországi „Hangversenyhárfa gyár” HarpPost blog
- Ritka kincs: egy eladó Lenhardt-hárfa (1929. Opus 27.) HarpPost blog